# 34589 Sarahadamo
34589 Sarahadamo este o planetă minoră (asteroid) din centura de asteroizi. A fost descoperită pe 1 octombrie 2000 la Experimental Test Site⁠(d) de Lincoln Near-Earth Asteroid Research. 
Obiectul prezintă o orbită caracterizată de o semiaxă mare de 2,715744 UAi, o excentricitate de 0,03, o înclinație de 3,78222 ° în raport cu ecliptica.